# Primula szechuanica
Primula szechuanica är en viveväxtart som beskrevs av Ferdinand Albin Pax. Primula szechuanica ingår i släktet vivor, och familjen viveväxter. Inga underarter finns listade i Catalogue of Life.